# Fernando Bandeirinha
Fernando Óscar Bandeirinha Barbosa (nascut el 26 de novembre de 1962 a Porto), conegut com a Bandeirinha, és un futbolista retirat portuguès que va jugar com a lateral dret o migcampista defensiu al llarg de la seva carrera.

## Carrera futbolística
Durant la seva carrera, Bandeirinha va jugar principalment al FC Porto, sense ser mai més que un jugador suplent durant els seus 15 anys, que també van incloure cessions al FC Paços de Ferreira, Varzim SC i Académica de Coimbra, ja que va tenir el pas barrat per un jugador llegendari llegendari, João Domingos Pinto (que va participar en més de 580 partits oficials del club) en la posició de lateral dret.
L'any 1996, ja amb 33 anys, va passar al FC Felgueiras de segona divisió, on va acabar la seva carrera després d'un any. Bandeirinha mai havia estat convocat per Portugal, però va ser una incorporació d'última hora per a la selecció a la Copa del Món de la FIFA de 1986, després que António Veloso, de l'SL Benfica, fos suspès a causa d'un control de dopatge, que després es va demostrar que era fals.
Del 1999 al 2006, Bandeirinha va treballar com a entrenador amb l'equip filial del seu club principal, però gairebé exclusivament com a ajudant.

## Palmarès
Porto
- Primera Divisió: 1987–88, 1989–90, 1991–92, 1992–93, 1994–95, 1995–96
- Taça de Portugal: 1987–88, 1990–91, 1993–94
- Supertaça Cândido de Oliveira: 1991, 1994
- Copa d'Europa: 1986–87
- Supercopa d'Europa: 1987